# Galeopsis ladanum
La canapetta violacea (nome scientifico Galeopsis ladanum L., 1753) è una piccola pianta erbacea dai fiori labiati appartenente alla famiglia delle Lamiaceae.

## Etimologia
Linneo nel 1753 nel creare il nome generico di queste piante ha pensato indubbiamente alla forma di “elmo” del labbro superiore della corolla. Galeopsis è un antico nome greco/latino (derivato da "galea" = casco) già usato da Gaio Plinio Secondo (Como, 23 – Stabiae, 25 agosto 79]), scrittore, ammiraglio e naturalista romano, per qualche pianta simile alle ortiche. L'epiteto specifico (ladanum) è un nome latino per la resina prodotta dalla pianta Cistus creticus e fa riferimento al calice ghiandoloso della specie di questa voce.
Il nome scientifico della specie è stato definito da Linneo (1707 – 1778), conosciuto anche come Carl von Linné, biologo e scrittore svedese considerato il padre della moderna classificazione scientifica degli organismi viventi, nella pubblicazione "Species Plantarum - 2: 579" del 1753.

## Descrizione

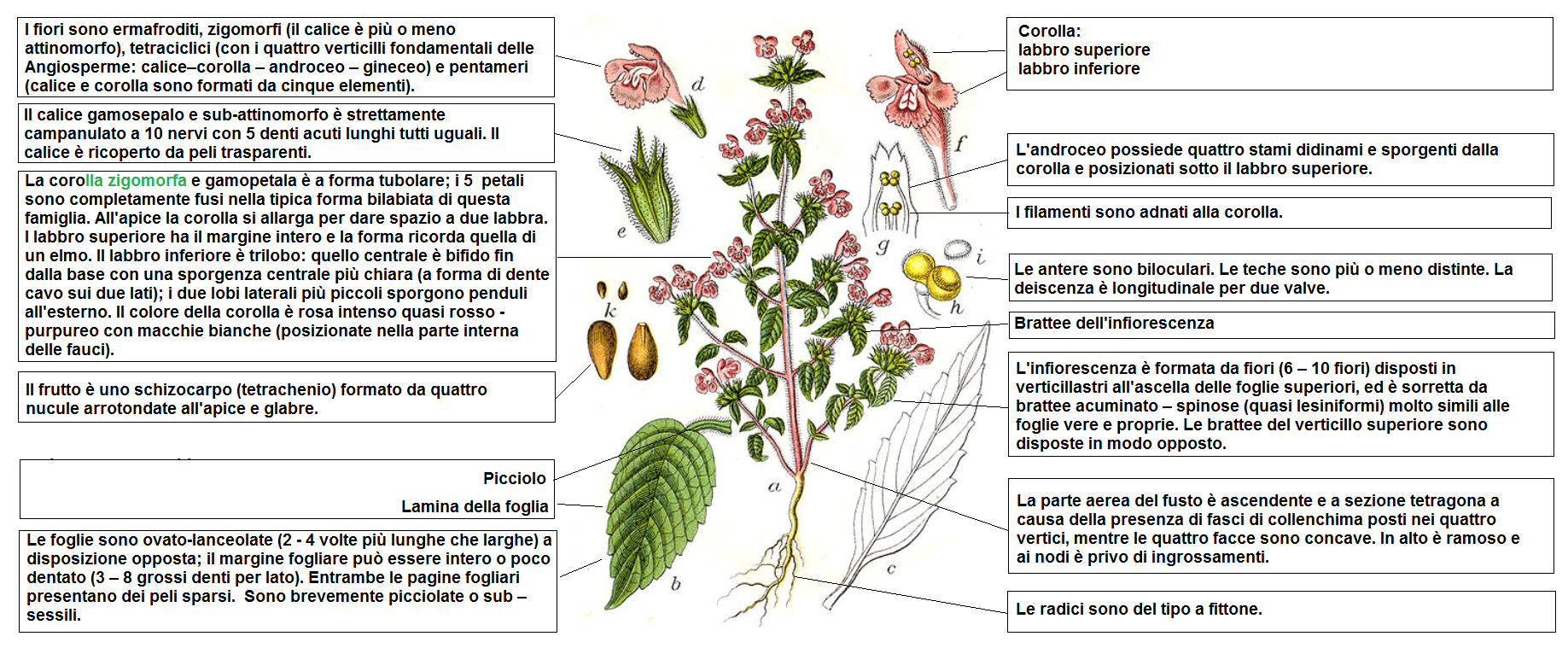
Descrizione delle parti della pianta

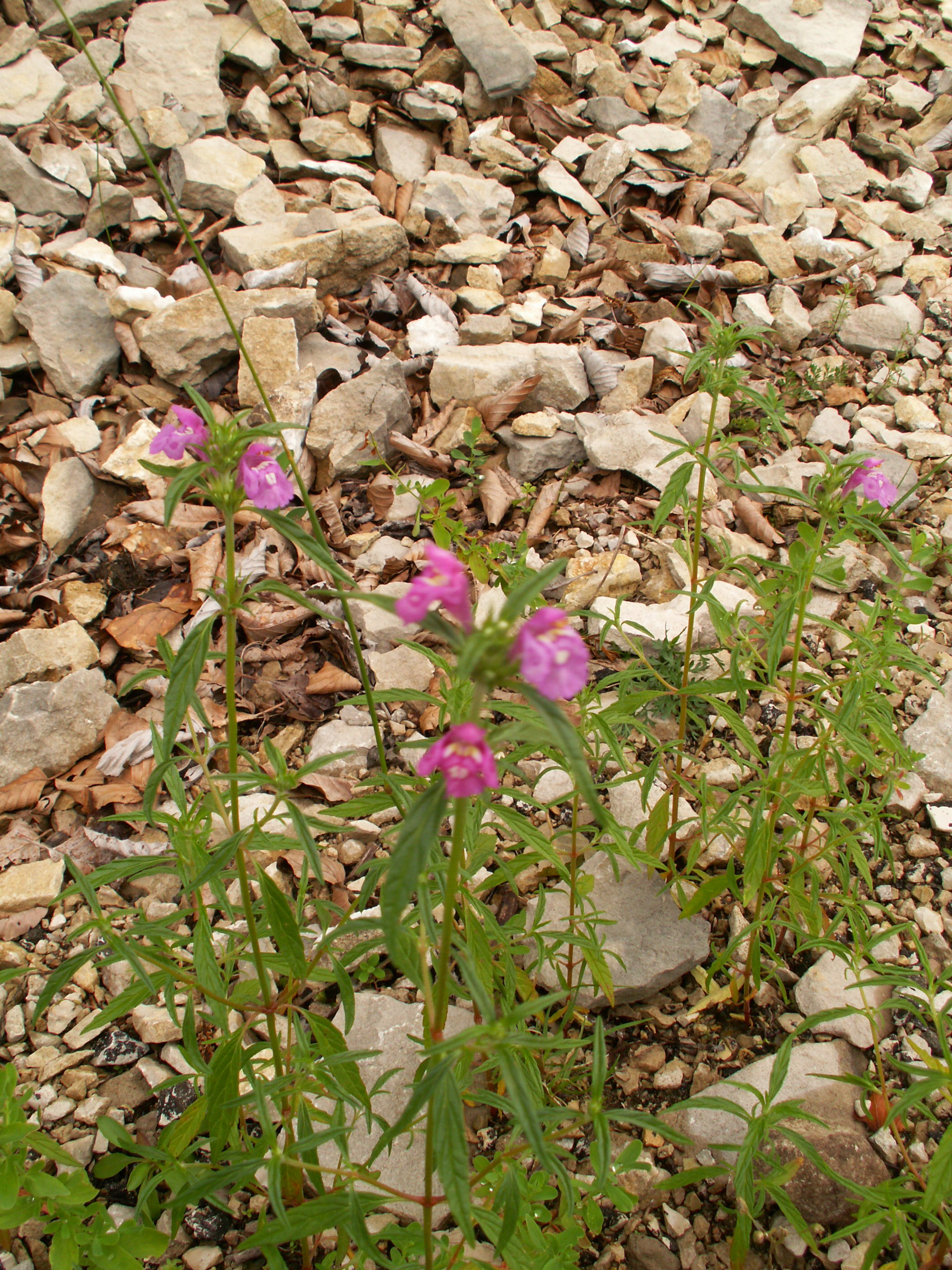
Il portamento

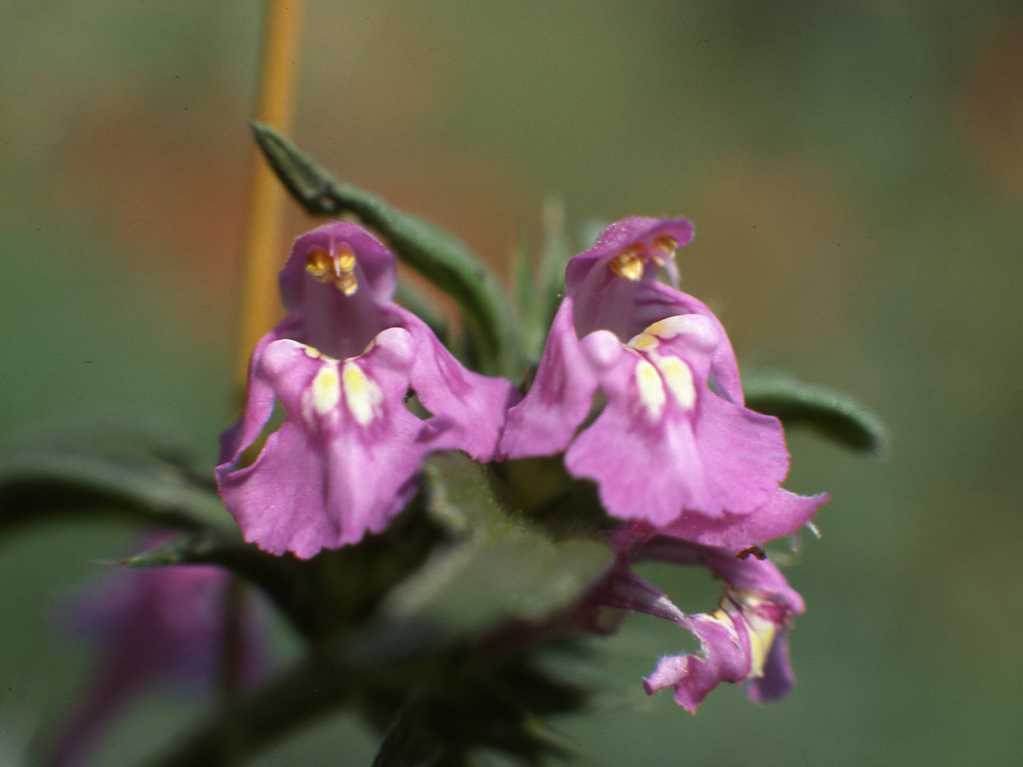
I fiori

Questa specie di piante può raggiungere i 1 - 4 dm di altezza. La forma biologica è terofita scaposa (T scap), ossia in generale sono piante erbacee che differiscono dalle altre forme biologiche poiché, essendo annuali, superano la stagione avversa sotto forma di seme e sono munite di asse fiorale eretto e spesso privo di foglie. Per queste piante è stata riscontrata anche la forma biologica emicriptofita bienne (H bienn), ossia piante erbacee con gemme svernanti al livello del suolo e protette dalla lettiera o dalla neve e si distinguono dalle altre per il ciclo vitale biennale.

### Radici
Le radici sono del tipo a fittone.

### Fusto
La parte aerea del fusto è ascendente e a sezione tetragona a causa della presenza di fasci di collenchima posti nei quattro vertici, mentre le quattro facce sono concave. In alto è ramosa e ai nodi è priva di ingrossamenti. La superficie presenta dei peli ghiandolari. Non è pruinosa.

### Foglie
Le foglie sono ovato-lanceolate (2 - 4 volte più lunghe che larghe) a disposizione opposta; il margine fogliare può essere intero o poco dentato (3 – 8 grossi denti per lato). Entrambe le pagine fogliari presentano dei peli sparsi. Sono brevemente picciolate o sub – sessili. Dimensione delle foglie: larghezza 5 – 10 mm; lunghezza 12 – 30 mm.

### Infiorescenza
L'infiorescenza è formata da fiori (6 – 10 fiori) disposti in verticillastri all'ascella delle foglie superiori, ed è sorretta da brattee acuminato – spinose (quasi lesiniformi) molto simili alle foglie vere e proprie. Le brattee del verticillo superiore sono disposte in modo opposto.

### Fiore
I fiori sono ermafroditi, zigomorfi (il calice è più o meno attinomorfo), tetraciclici (con i quattro verticilli fondamentali delle Angiosperme: calice– corolla – androceo – gineceo) e pentameri (calice e corolla sono formati da cinque elementi). Lunghezza del fiore: 14 – 20 mm.
- Formula fiorale. Per questa specie la formula fiorale della famiglia è la seguente:[9][11]

X, K (5), [C (2+3), A 2+2], G (2), supero, drupa (4 nucole)
- Calice: il calice gamosepalo e sub-attinomorfo è strettamente campanulato a 10 nervi con 5 denti acuti lunghi tutti uguali. Il calice è ricoperto da peli trasparenti. Dimensione del tubo calicino: 4 – 6 mm; lunghezza dei denti 3 – 4 mm.
- Corolla: la corolla zigomorfa e gamopetala è a forma tubolare; i 4[12]/5 petali sono completamente fusi nella tipica forma bilabiata di questa famiglia. All'apice la corolla si allarga per dare spazio a due labbra. I labbro superiore ha il margine intero e la forma ricorda quella di un elmo. Il labbro inferiore è trilobo: quello centrale è bifido fin dalla base con una sporgenza centrale più chiara (a forma di dente cavo sui due lati); i due lobi laterali più piccoli sporgono penduli all'esterno. Il colore della corolla è rosa intenso quasi rosso - purpureo con macchie bianche (posizionate nella parte interna delle fauci). Le fauci della corolla sono prive dell'anello di peli presente invece in altri generi della famiglia delle Lamiaceae. La corolla è lunga 15 – 28 mm.
- Androceo: l'androceo possiede quattro stami didinami e sporgenti dalla corolla e posizionati sotto il labbro superiore. I filamenti sono adnati alla corolla. Le antere sono biloculari. Le teche sono più o meno distinte. La deiscenza è longitudinale per due valve. I granuli pollinici sono del tipo tricolpato o esacolpato.
- Gineceo: l'ovario (tetraloculare) è supero formato da 2 carpelli saldati (ovario bicarpellare). Lo stilo, inserito alla base dell'ovario (stilo ginobasico), ha lo stigma bifido.
- Fioritura: da maggio a luglio.

### Frutti
Il frutto è uno schizocarpo (tetrachenio) formato da quattro nucule arrotondate all'apice e glabre.

## Riproduzione
- Impollinazione: l'impollinazione avviene tramite insetti (impollinazione entomogama) mediante ditteri, imenotteri, e lepidotteri (meno frequentemente).[8]
- Riproduzione: la fecondazione avviene fondamentalmente tramite l'impollinazione dei fiori (vedi sopra).
- Dispersione: i semi cadendo a terra sono dispersi soprattutto da insetti tipo formiche (disseminazione mirmecoria).

## Distribuzione e habitat

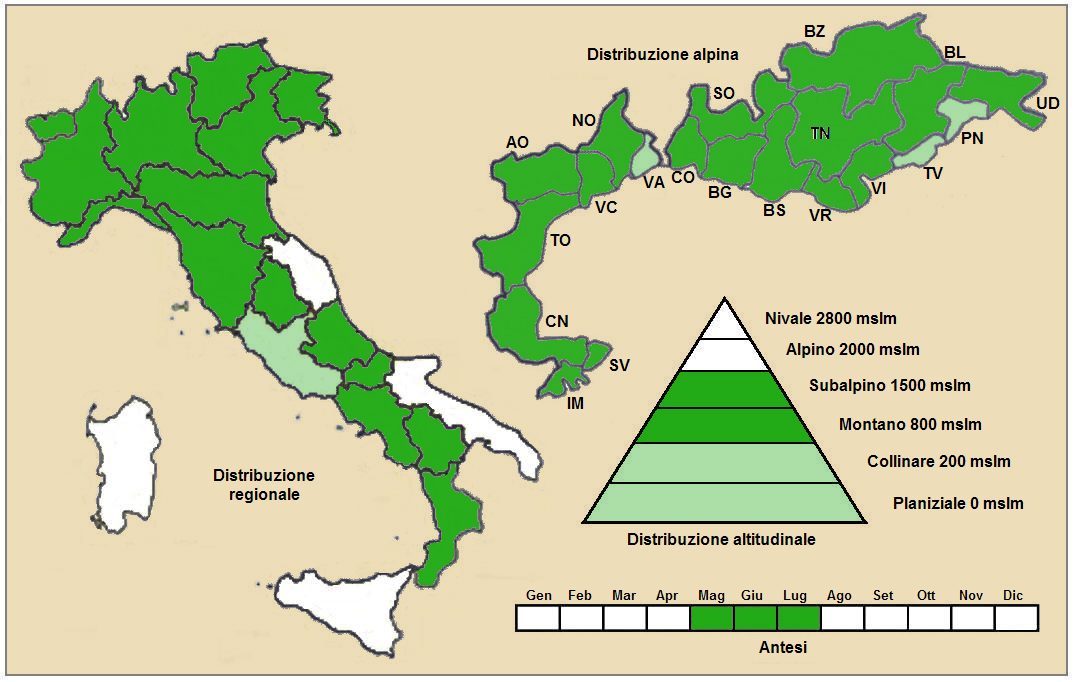
Distribuzione della pianta
(Distribuzione regionale – Distribuzione alpina

- Geoelemento: il tipo corologico (area di origine) è Eurasiatico o anche Eurosiberiano.
- Distribuzione: in Italia è una specie rara e si trova solamente sul continente. Nelle Alpi è presente in tutti i settori. Sugli altri rilievi europei collegati alle Alpi si trova nella Foresta Nera, Massiccio del Giura, Massiccio Centrale, Pirenei, Monti Balcani e Carpazi.[13] Nel resto dell'Europa è ovunque presente. Si trova anche in Anatolia e nella Transcaucasia.[15]
- Habitat: l'habitat tipico per questa specie sono le pietraie, i macereti, le ghiaie, le morene e le aree ruderali; è una specie infestante le colture. Il substrato preferito è calcareo ma anche siliceo con pH neutro, bassi valori nutrizionali del terreno che deve essere secco.
- Distribuzione altitudinale: sui rilievi queste piante si possono trovare fino a 1000 m s.l.m. (massimo 2300 m s.l.m.); frequentano quindi i seguenti piani vegetazionali: montano e subalpino e in parte quello collinare e planiziale.

### Fitosociologia
Dal punto di vista fitosociologico alpino Galeopsis ladanum appartiene alla seguente comunità vegetale:
- Formazione: comunità delle fessure, delle rupi e dei ghiaioni.

- Classe: Adiantetea

- Ordine: Galeopsietalia

- Alleanza: Galeopsion segetum

## Tassonomia
La famiglia di appartenenza della specie (Lamiaceae), molto numerosa con circa 250 generi e quasi 7000 specie, ha il principale centro di differenziazione nel bacino del Mediterraneo e sono piante per lo più xerofile (in Brasile sono presenti anche specie arboree). Per la presenza di sostanze aromatiche, molte specie di questa famiglia sono usate in cucina come condimento, in profumeria, liquoreria e farmacia. Il genere Galeopsis si compone di qualche decina di specie, otto delle quali vivono in Italia. Il genere di questa specie è descritto all'interno della sottofamiglia Lamioideae. Nelle classificazioni più vecchie la famiglia è chiamata Labiatae.
Il numero cromosomico di Galeopsis ladanum è: 2n = 16..

### Sottospecie
Per questa specie sono riconosciute valide le seguenti sottospecie:
- Galeopsis ladanum subsp. angustifolia (Ehrh. ex Hoffm.) Gaudin
- Galeopsis ladanum subsp. carpetana Willk.) O.Bolòs & Vigo

### Sinonimi
Questa entità ha avuto nel tempo diverse nomenclature. L'elenco seguente indica alcuni tra i sinonimi più frequenti:
- Dalanum ladanum (L.) Dostál
- Galeopsis agrigena  Koso-Pol.
- Galeopsis albertii  Sennen
- Galeopsis arvensis  Salisb.
- Galeopsis balatonensis  Borbás
- Galeopsis costei  Sennen
- Galeopsis filholiana  Timb.-Lagr.
- Galeopsis flanatica  Borbás
- Galeopsis glandulosa  K.Koch
- Galeopsis grandiflora  M.Bieb.
- Galeopsis intermedia  Vill.
- Galeopsis intermedia subsp. cebennensis  Braun-Blanq.
- Galeopsis intermedia var. longiflora  (Timb.-Lagr. & Marcais) Nyman
- Galeopsis ladanum var. abundantiaca  Briq.
- Galeopsis ladanum subsp. cebennensis  (Braun-Blanq.) Kerguélen
- Galeopsis ladanum subsp. filholiana  (Timb.-Lagr.) Nyman
- Galeopsis ladanum var. filholiana  (Timb.-Lagr.) O.Bolòs & Vigo
- Galeopsis ladanum var. glandulosa  (K.Koch) Nyman
- Galeopsis ladanum subsp. intermedia  (Vill.) Briq.
- Galeopsis ladanum var. intermedia  (Vill.) Mutel
- Galeopsis ladanum var. kerneri  Briq.
- Galeopsis ladanum subsp. ladanum
- Galeopsis ladanum var. ladanum
- Galeopsis ladanum var. latifolia  (Hoffm.) Wimm. & Grab.
- Galeopsis ladanum subsp. latifolia  (Hoffm.) Gaudin
- Galeopsis ladanum var. major  Bellynck
- Galeopsis ladanum var. nana  (Willk. & Costa) O.Bolòs & Vigo
- Galeopsis ladanum var. simplex  K.Koch
- Galeopsis latifolia  Hoffm.
- Galeopsis litoralis  Borbás
- Galeopsis longiflora  Timb.-Lagr. & Marcais
- Galeopsis marrubiastrum  Borbás
- Galeopsis micrantha  Gray
- Galeopsis nepetifolia  Timb.-Lagr.
- Galeopsis parviflora  Lam.
- Galeopsis pyrenaica var. nana  Willk. & Costa
- Galeopsis rolandii  Sennen
- Galeopsis sallentii  Cadevall & Pau
- Galeopsis segetum  Gray
- Galeopsis timbalii  Sennen
- Galeopsis violeti  Sennen
- Ladanella ladanum  (L.) Pouzar & Slavíková
- Ladanum intermedium  (Vill.) Slavíková
- Ladanum intermedium  Slavikova
- Ladanum purpureum  Gilib. [Invalid]
- Lamium ladanum  (L.) Crantz
- Tetrahit ladanum (L.) Moench
- Tetrahit vulgare  Bubani

## Altre notizie
Il galeopside ladano in altre lingue è chiamata nei seguenti modi:
- (DE)  Breitblättriger Ackerhohlzahn
- (FR)  Galéopsis ladanum
- (EN)  Broad-leaved Hemp-nettle